# Металлургический завод в Фёльклингене
Металлургический завод в Фёльклингене (нем. Völklinger Hütte) — одно из старейших железоплавильных предприятий и крупнейший металлургический комбинат в Европе. Завод проработал с 1873 по 1986 годы, после чего стал эксплуатироваться как индустриальный музей. С 1994 года включён в список Всемирного наследия ЮНЕСКО, став первым в мире промышленным памятником с международным статусом.

## История
Металлургический завод был основан в 1873 году горным инженером Юлиусом Бухом, и в его первоначальное оснащение входили пудлинговые и сварочные печи, паровые молотки и прокатные станы. Через шесть лет Бух вынужден был закрыть производство из-за нерентабельности. В 1881 году обанкротившийся завод продали с аукциона, после чего он оказался в собственности предпринимателя Карла Рёхлинга, с приходом которого предприятие расцвело.
В 1882 году была заложена первая из шести доменных печей, которые дошли до наших дней. Год спустя были демонтированы старые пудлинговые и сварочные печи. Ещё пять доменных печей были последовательно установлены в 1885, 1888, 1891, 1893, 1903 годах. За уходом старых печей последовало введение ряда новшеств, среди которых первое промышленное применение томасовского процесса при плавке железа. Для этого Рёхлинг специально приобрёл патент у английского металлурга Сидни Гилкриста Томаса, а также построил компрессорный цех площадью 6000 квадратных метров. Впервые в мире были введены в действие агломерационные машины, которые производили рудный агломерат для загрузки доменных печей. В 1897 году началось строительство коксового цеха (в составе более 150 коксовых печей), который обеспечивал производство топливом для нагрева руды. В 1907 году в Фёльклингене запустили индукционную электропечь, приступив к производству высококачественной нержавеющей стали.
Завод более 100 лет являлся самым крупным предприятием по выплавке чугуна и производству стали в Германии. Во время Второй мировой войны на заводе в Фёльклингене работало 14 тысяч подневольных рабочих: остарбайтеры из СССР, рабочие из Польши, Югославии, Франции, Бельгии, Люксембурга.
После войны, когда экономика испытывала мощный подъём, здесь работало свыше 17 000 человек. Однако со временем всё больше стало ощущаться моральное старение оборудования и применявшихся процессов. После мирового кризиса сталелитейной промышленности в середине 1970-х годов производство начало сокращаться, в итоге из-за нехватки средств на модернизацию доменных печей и компрессорного оборудования комбинат прекратил свою деятельность в июле 1986 года. Сразу же после закрытия власти земли Саар присвоили заводу статус памятника, гарантировав этим его сохранность и дальнейшее использование в качестве музея и места проведения культурных мероприятий (концертов, выставок, фестивалей).

## Галерея

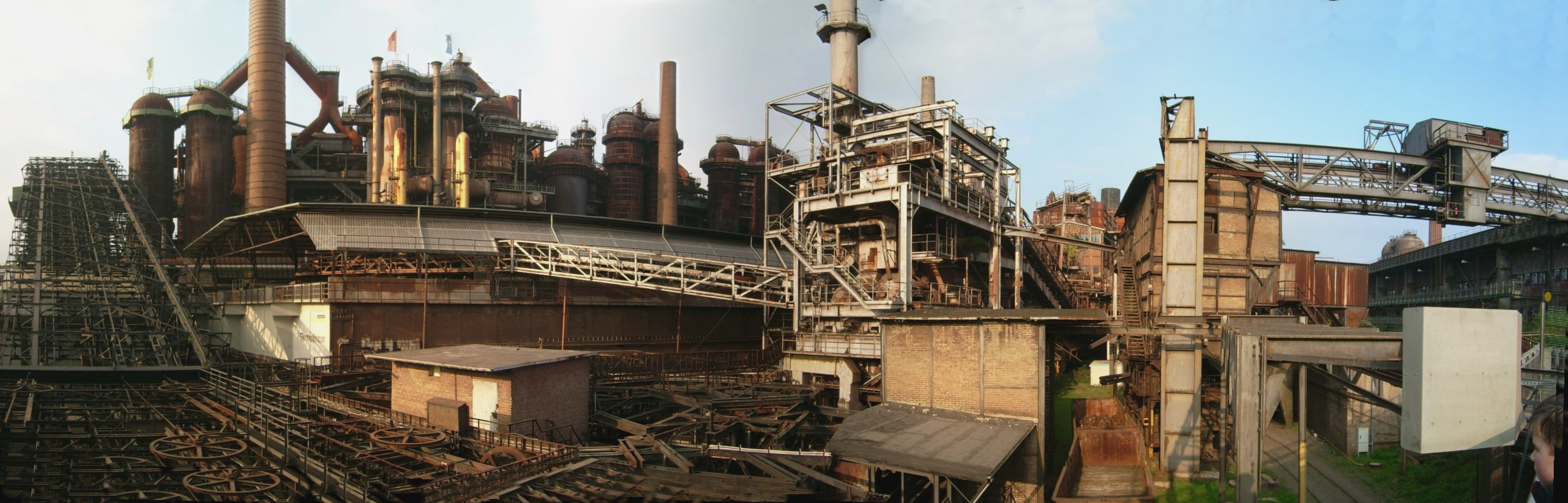
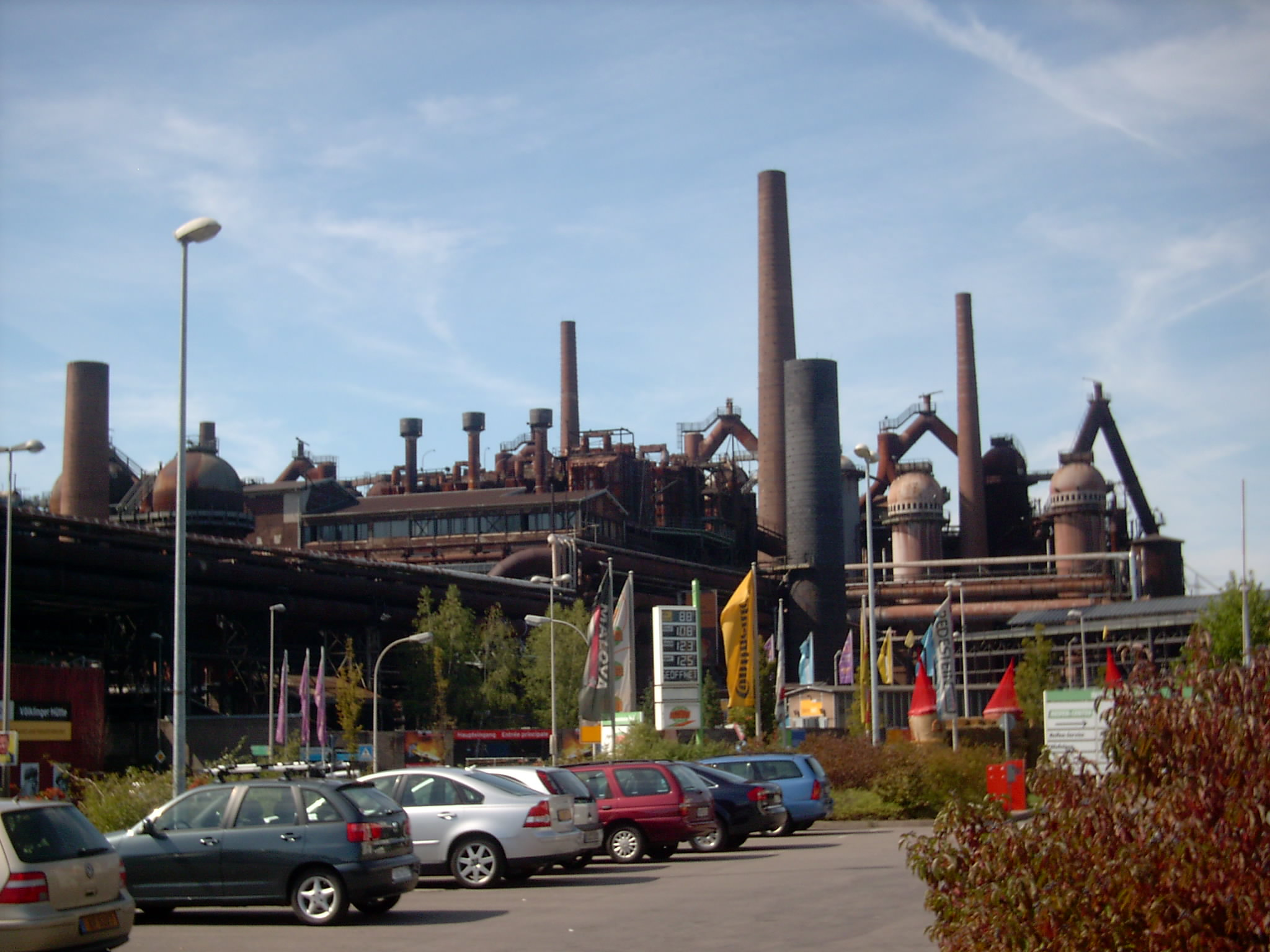
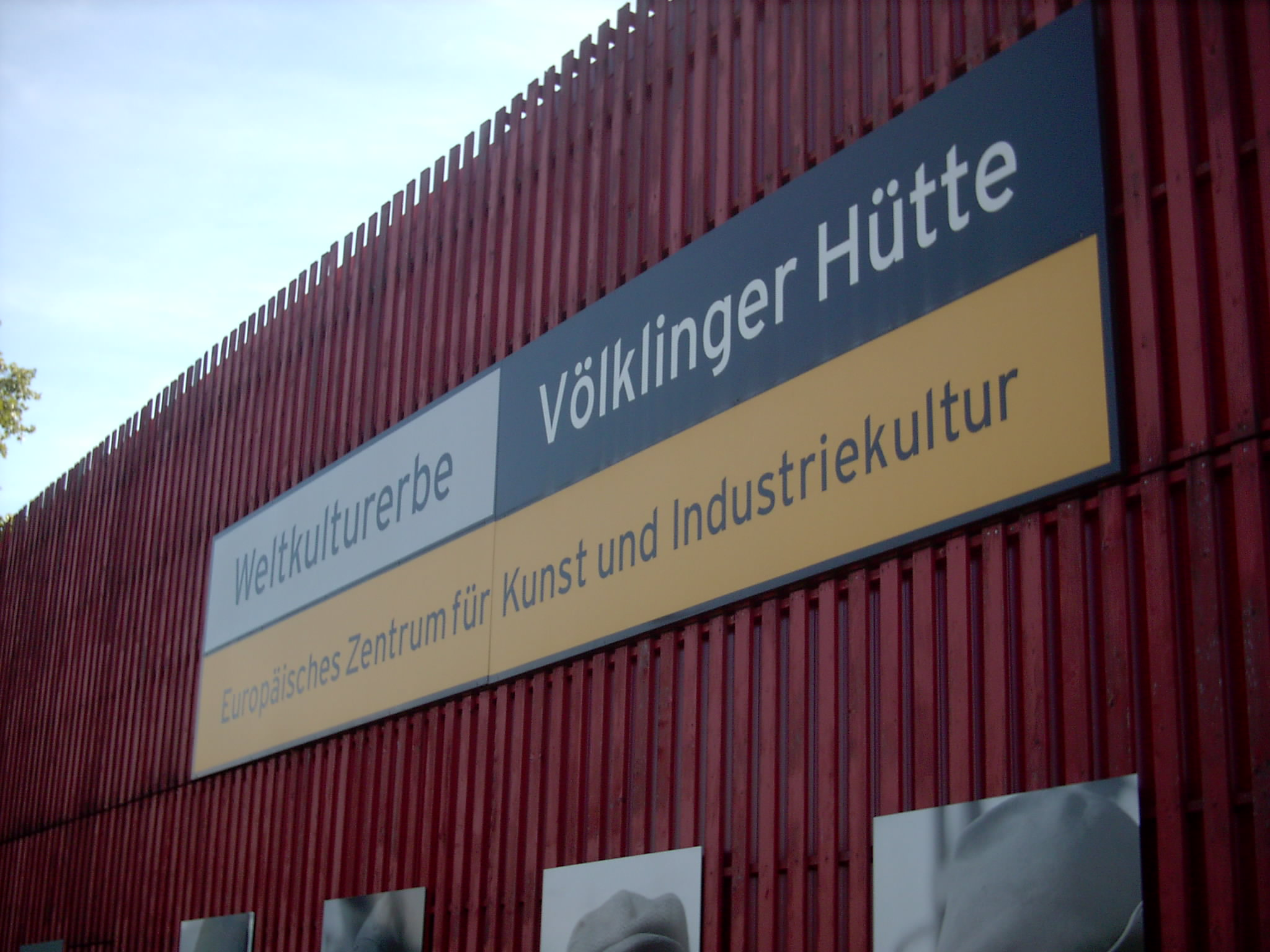
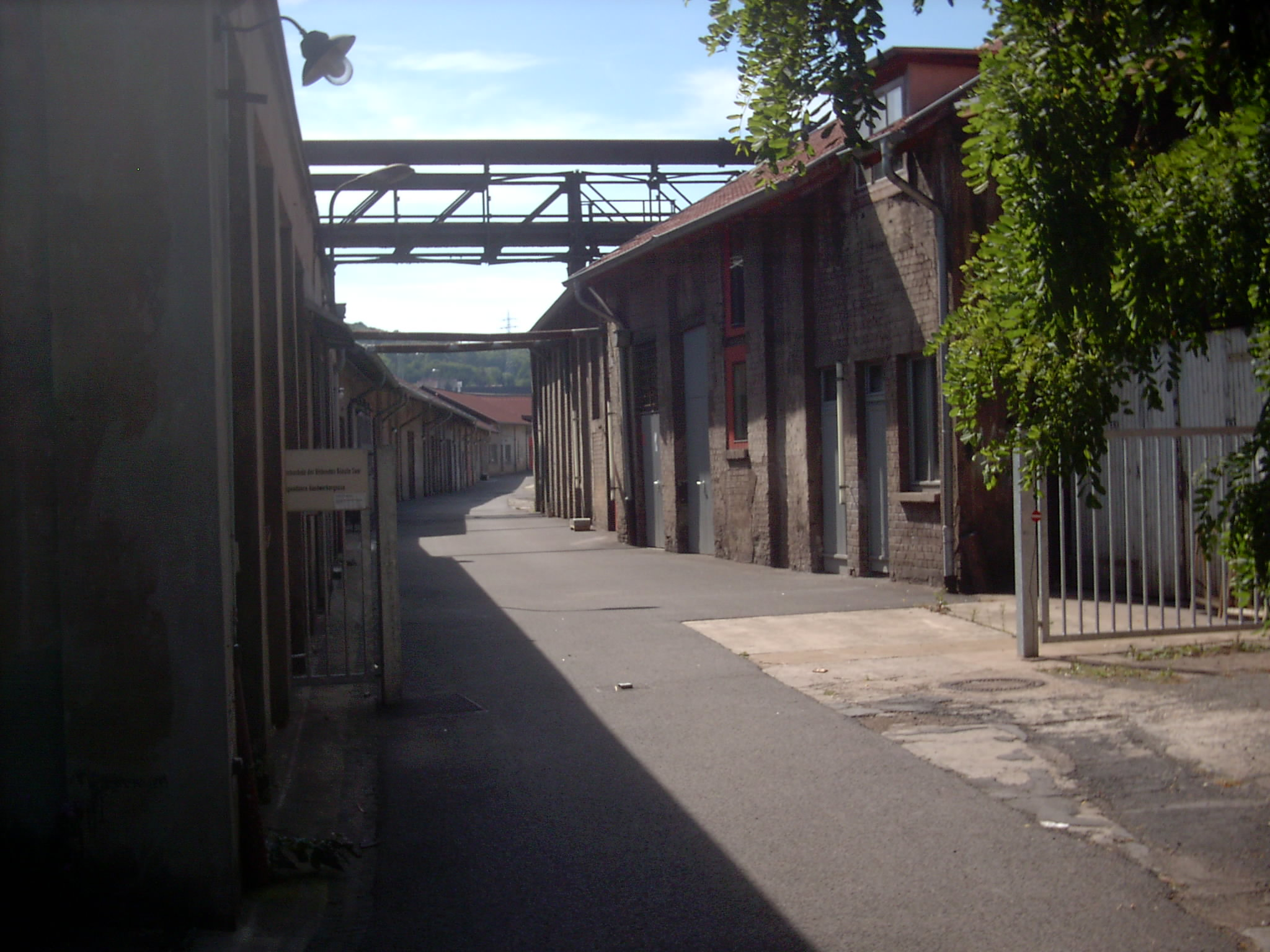
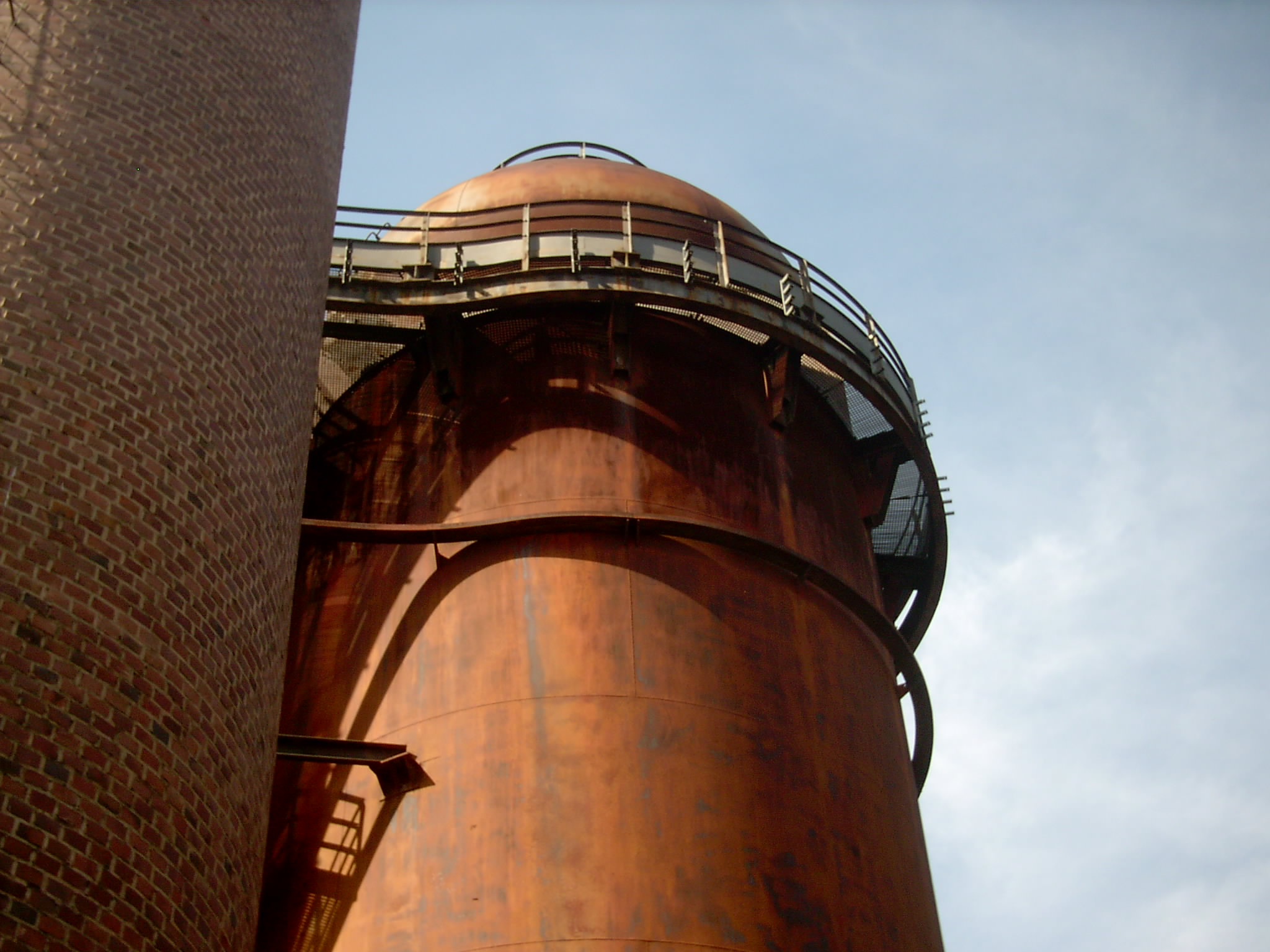
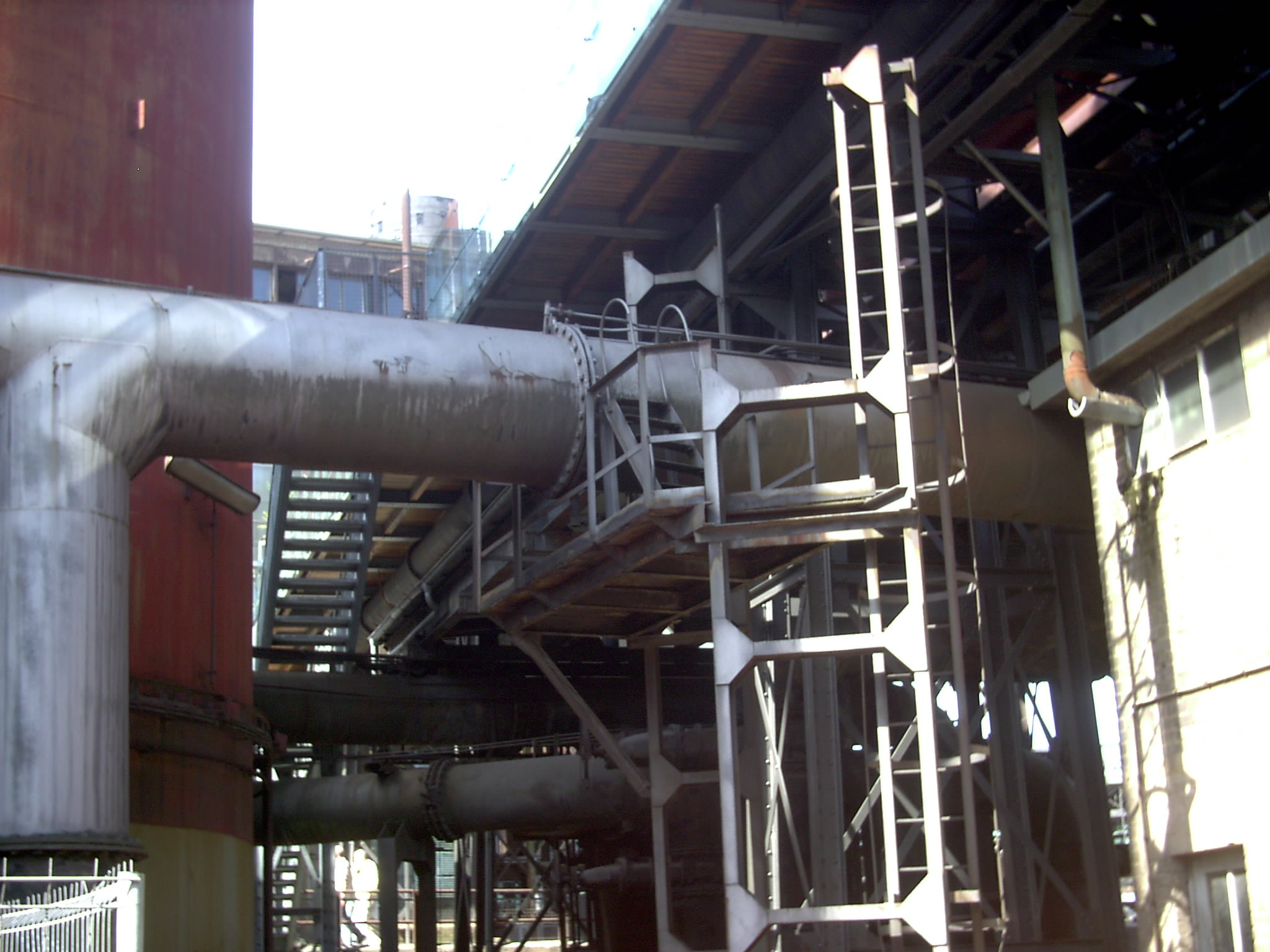
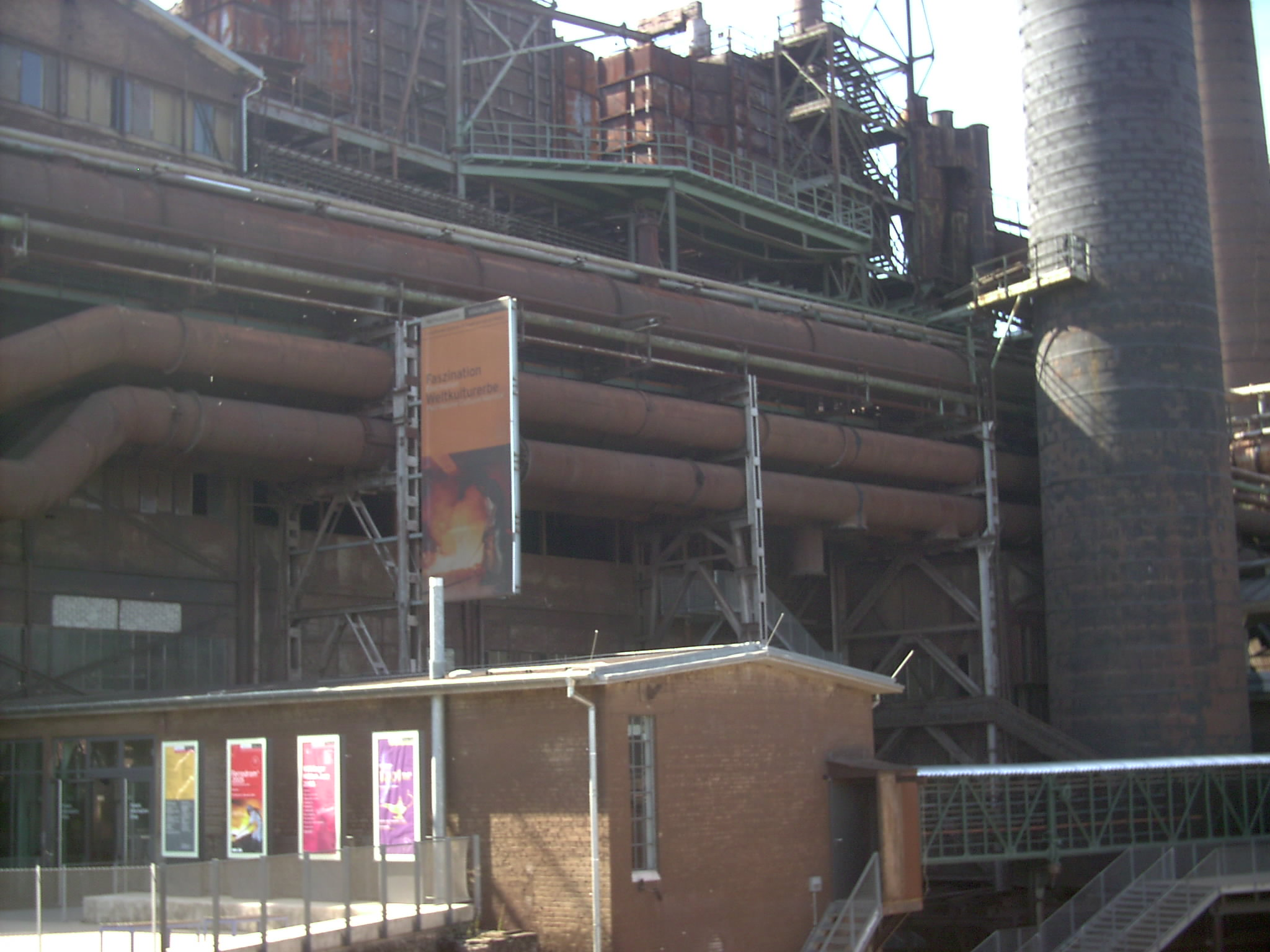
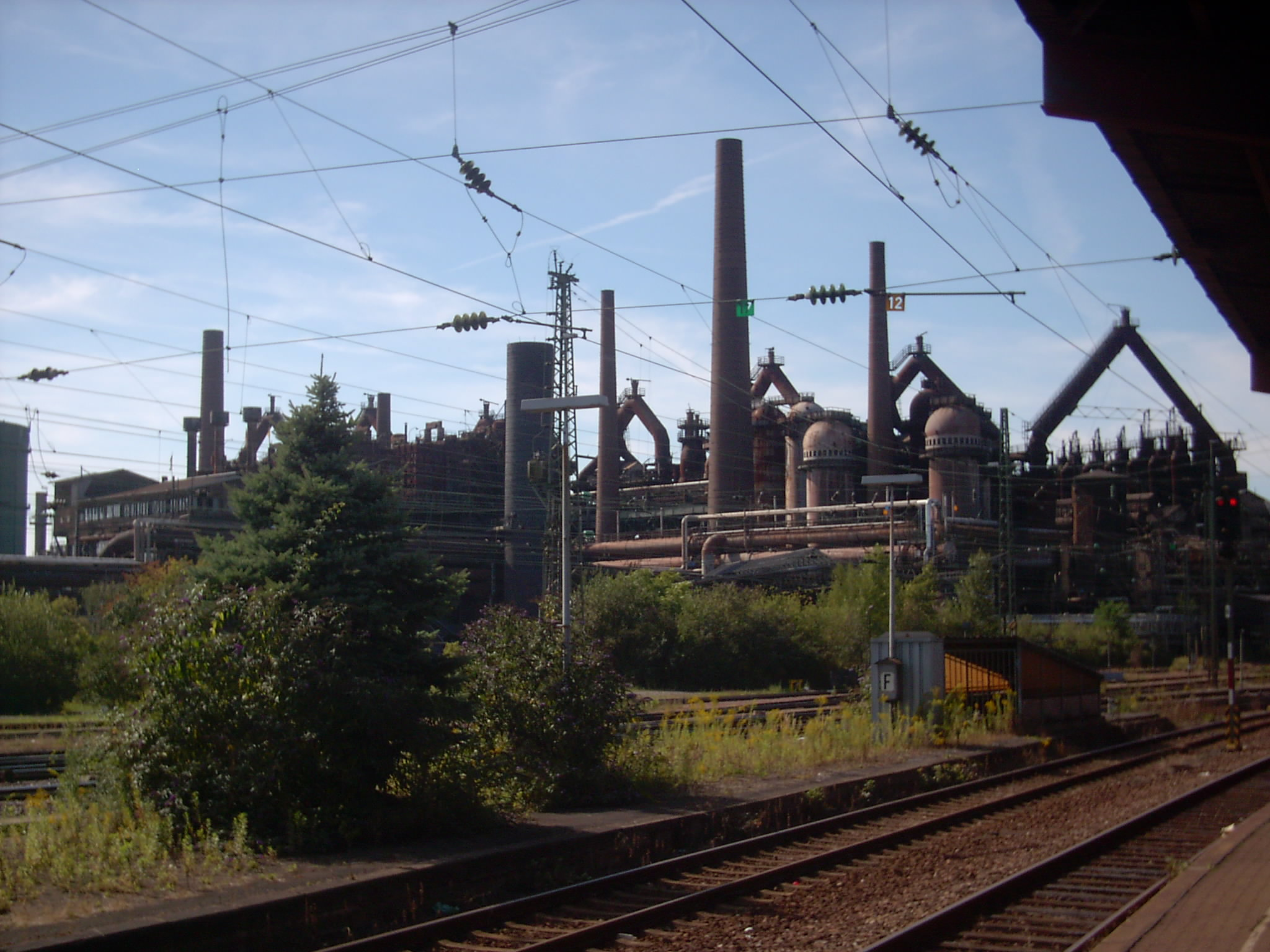
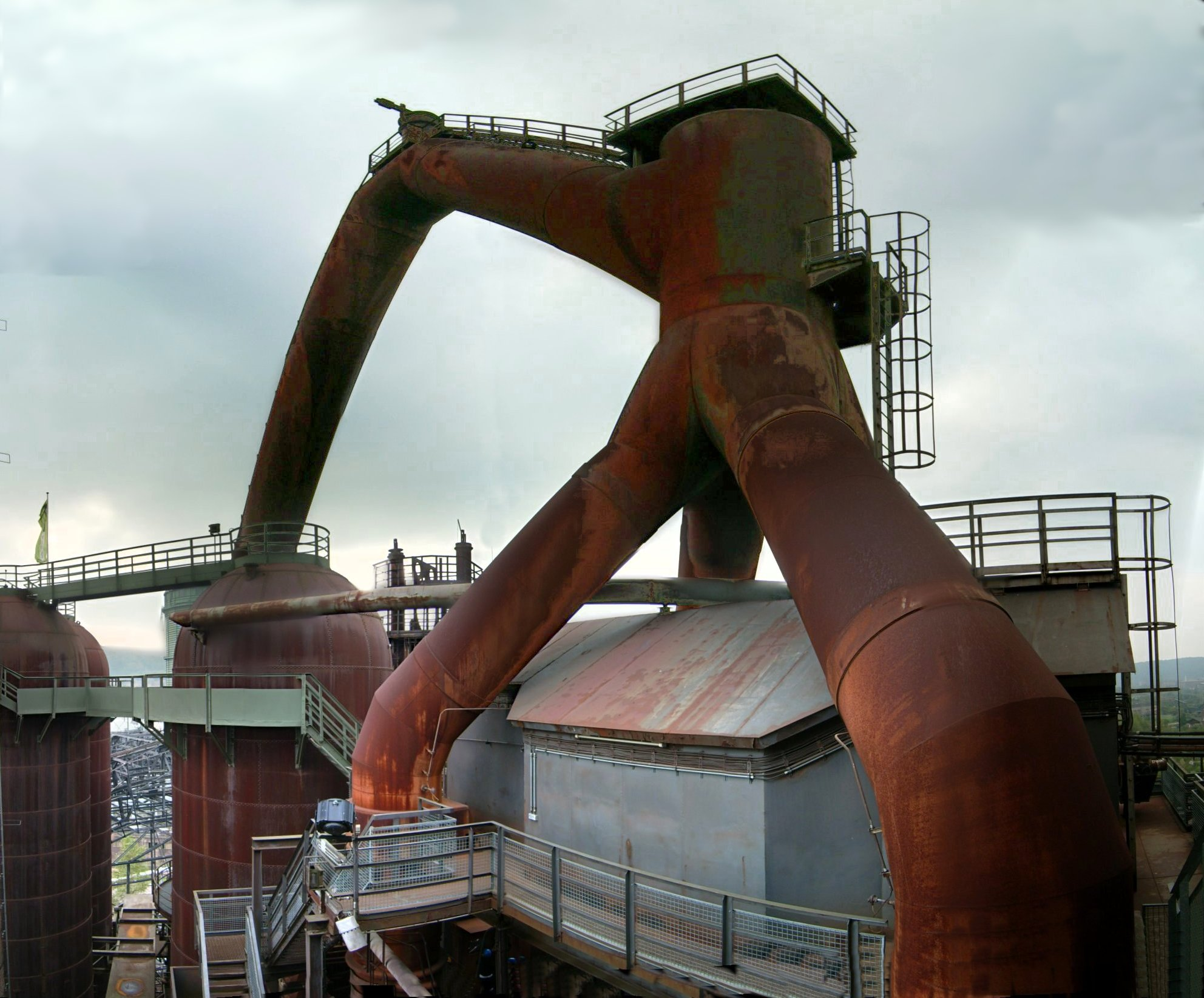
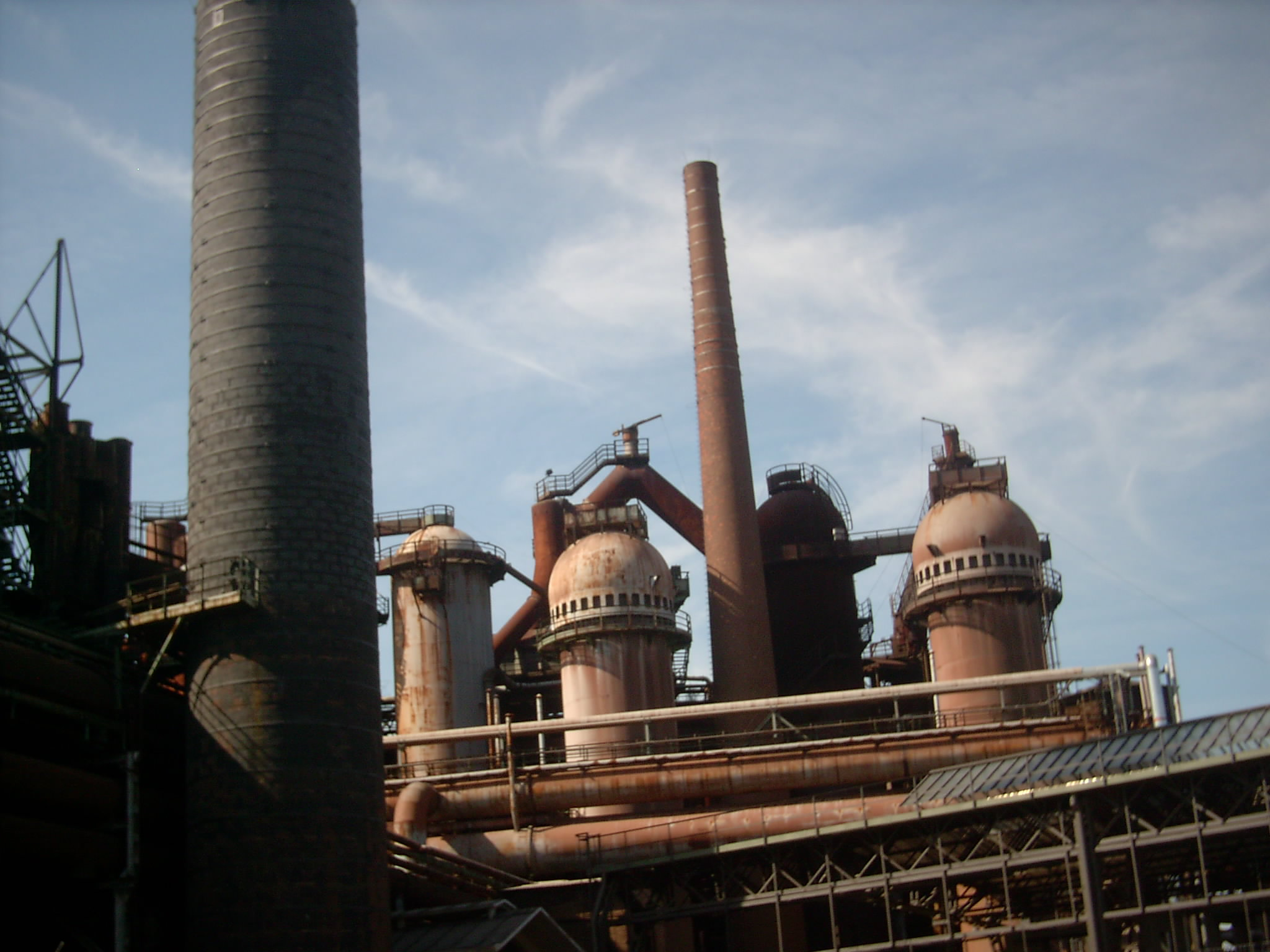
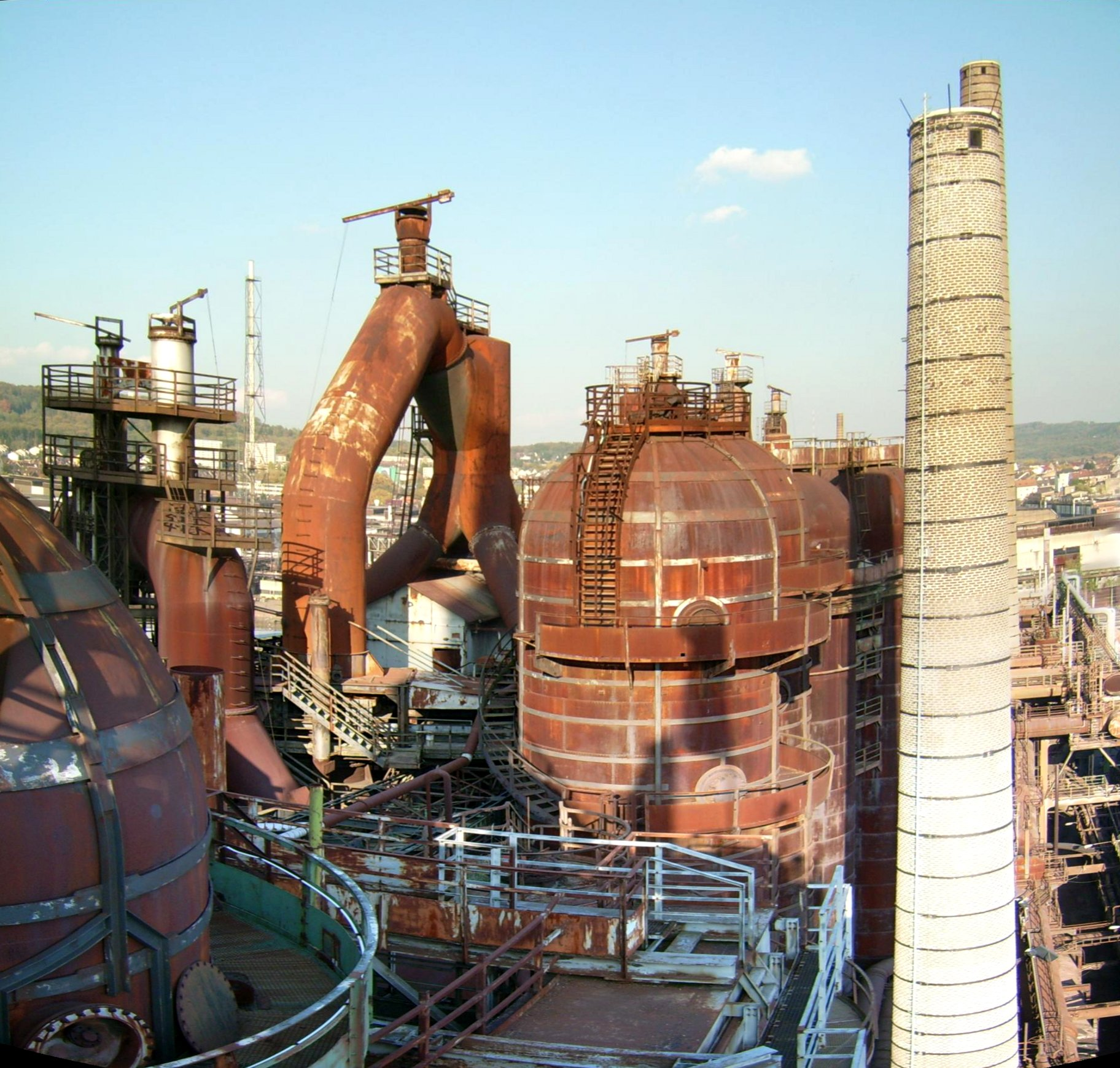